# Dragon’s Breath (Paprika)
Die Dragon’s Breath ist eine Zuchtform der Paprika-Art Capsicum chinense. Sie gilt mittlerweile als Internetphänomen. Im April 2017 gab es Behauptungen, diese Sorte habe einen Eintrag im Guinness-Buch der Rekorde als schärfste Chili-Sorte der Welt erhalten und habe damit die bisherige Rekordhalterin Carolina Reaper von 2013 abgelöst. Diese Behauptung wurde von der Redaktion des Guinness-Buchs der Rekorde, der davon nachweislich nichts bekannt ist, widerlegt. Vor dem Verzehr wurde gewarnt, da er tödlich enden könne. Diese Information gilt mittlerweile ebenfalls als widerlegt.

## Hintergrund

Der walisische Drache diente als Namensgeber der Züchtung

Michael Smith, ein damals 53-jähriger Züchter aus dem walisischen St. Asaph in der Grafschaft Denbighshire, bezeichnete die Züchtung selbst zunächst als „Unfall“. Sie hatte nicht das Ziel, einen Rekord zu brechen. Seit etwa sieben Jahren arbeitete Smith mit Wissenschaftlern der Nottingham Trent University zusammen, um eine Chilischote zu züchten, deren Öl so stark ist, dass es als Anästhetikum bei Allergikern oder als billiges Medikament in der Dritten Welt eingesetzt werden kann. Ein Verzehr stand bei seinen Züchtungen daher nie zur Debatte. Die Dragon’s Breath war für die Pflanze des Jahres 2017 bei der Chelsea Flower Show nominiert, schaffte es auch auf die Shortlist, wurde aber im Finale dann nicht prämiert.
Die enorme Schärfe, wie der Atem eines feuerspeienden Drachens, veranlasste Smith in Anlehnung an das Wappentier seiner Heimat Wales der Züchtung den Namen Dragon’s Breath – auf Deutsch „Atem des Drachen“ – zu geben.

## Beschreibung
Die Pflanze erreicht eine Höhe von rund einem Meter. Ihre Beeren, die Chilifrüchte, sind etwa fingernagelgroß, rund, runzelig und rot. Ihr Schärfegrad wurde mit 2,48 Millionen Scoville als Höchst- und zugleich Durchschnittswert bestimmt, womit sie die bisherige Rekordmarke der Carolina Reaper überbietet, die einen Höchstwert von 2,2 Millionen Scoville bei einem Durchschnittswert von 1,5 Millionen Scoville erreicht. Die Verkostung einer ganzen Frucht erfolgte bisher nicht. Smith, der nach eigenen Angaben kein scharfes Essen mag, berührte bisher lediglich einen Teil der Frucht mit der Zungenspitze:

“I’ve tried it on the tip of my tongue and it just burned and burned. I spat it out in about 10 seconds.”

„Ich habe sie mit der Zungenspitze probiert und es brannte und brannte einfach nur. Nach etwa 10 Sekunden habe ich sie ausgespuckt.“

Das Schärfe- bzw. Verbrennungsgefühl habe über 30 Minuten nicht nachgelassen, so Smith. Er und die Mitarbeiter der Universität raten generell vom Verzehr der Dragon’s Breath ab, sehen aber nach wie vor das Potential der Züchtung in der pharmakologischen Anwendung.

## Mögliche gesundheitliche Folgen beim Verzehr
Wegen des extrem hohen Gehaltes an Capsaicin besteht nach Ansicht der beteiligten Experten generell die Gefahr eines Kreislaufkollapses, der sogar tödlich enden könnte. Weiterhin ist bei empfindlichen Personen ein anaphylaktischer Schock möglich. Auch könnten durch die starke Konzentration des Wirkstoffes die Schleimhäute der Speiseröhre extrem anschwellen. Zum Vergleich: Die im Handel erhältliche Tabascosauce hat einen Scovillewert von 2500 bis 5000. Pfefferspray kommt auf bis zu 2 Millionen Scoville. Somit ist die Dragon’s Breath gehaltvoller als das als Waffe eingesetzte Spray. Von einem kompletten rohen Verzehr, von dem bisher auch noch nicht berichtet wurde, wird daher abgeraten.

## Kritik
Die Meldung über den neuen Schärferekord wurde im  Internet von Anfang an skeptisch betrachtet. Laboruntersuchungen seitens eines kommerziellen Chilihändlers ergeben einen Scovillewert von knapp 880.000.